# Anastrepha cocorae
Anastrepha cocorae är en tvåvingeart som beskrevs av Allen L.Norrbom och Korytkowski 2003. Anastrepha cocorae ingår i släktet Anastrepha och familjen borrflugor. Inga underarter finns listade i Catalogue of Life.